# Universidade Pontifícia Comillas

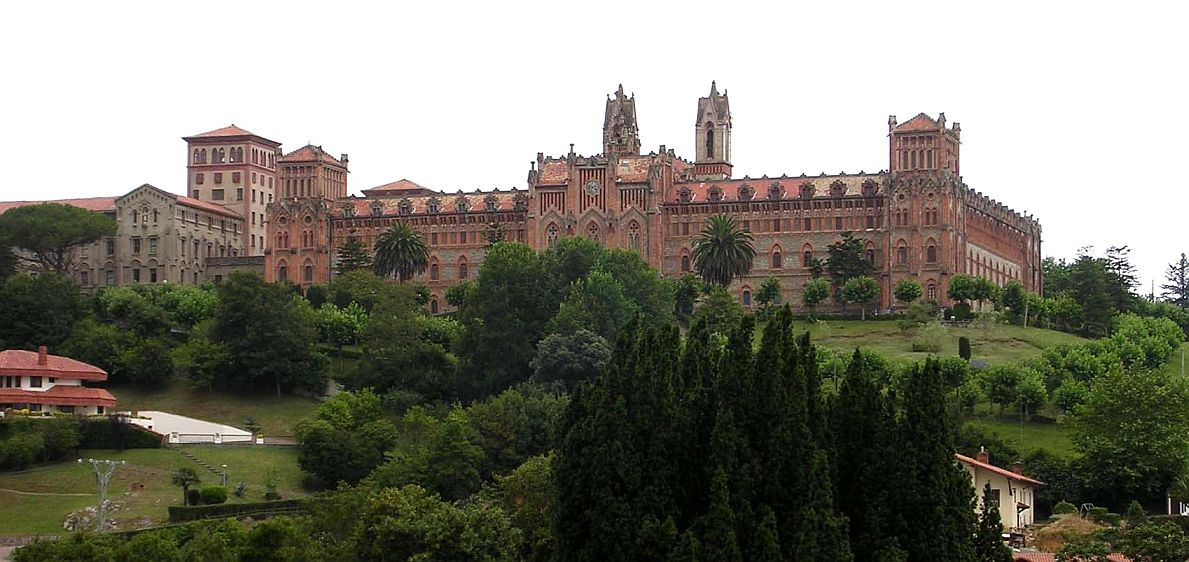
Vista parcial do complexo em que se aprecia o Seminário Maior, projetado por Lluís Domènech i Montaner. Atualmente, esse prédio é a sede da Fundação Comillas.

A Universidade Pontifícia Comillas é uma instituição de ensino superior, administrada pela Companhia de Jesus, com sede em Madrid, Espanha.